# Gzim Salihi
Gzim Salihi, född 12 mars 1998 i Lilla Edet, är en svensk handbollsspelare (högernia).

## Klubbar
- Nödinge SK (–2014)
- IK Sävehof (2014–2023)
- Amo HK (2023–2024)
- Alingsås HK (2024–)

## Meriter
- Svensk mästare två gånger (2019 och 2021) med IK Sävehof
- Svensk cupmästare 2022 med IK Sävehof